# Arrondissement Sint-Niklaas
Arrondissement Sint-Niklaas (franska: Arrondissement de Saint-Nicolas) är ett arrondissement i Belgien.   Det ligger i provinsen Östflandern och regionen Flandern, i den centrala delen av landet, 40 kilometer norr om huvudstaden Bryssel. Antalet invånare är 237 097. Arean är 475 kvadratkilometer.
Terrängen i Arrondissement Sint-Niklaas är mycket platt.
Runt Arrondissement Sint-Niklaas är det i huvudsak tätbebyggt. Runt Arrondissement Sint-Niklaas är det tätbefolkat, med 762 invånare per kvadratkilometer.

## Kommuner
Följande kommuner ingår i arrondissementet;

- Beveren
- Kruibeke
- Lokeren
- Sint-Gillis-Waas
- Sint-Niklaas
- Stekene
- Temse